# Hariharpur Birta
Hariharpur Birta (nep. हरिहरपुर बिर्ता) – gaun wikas samiti w środkowej części Nepalu w strefie Narajani w dystrykcie Parsa. Według nepalskiego spisu powszechnego z 2001 roku liczył on 364 gospodarstw domowych i 2412 mieszkańców (1152 kobiet i 1260 mężczyzn).